# شوتلان‌لی (آق‌دام)
شوتلان‌لی (ارمنی: Շոթլանլը؛ ترکی آذربایجانی: Şotlanlı) یک منطقهٔ مسکونی در جمهوری آرتساخ است که در استان مارتاکرت واقع شده‌است.